# Sascha Lapp

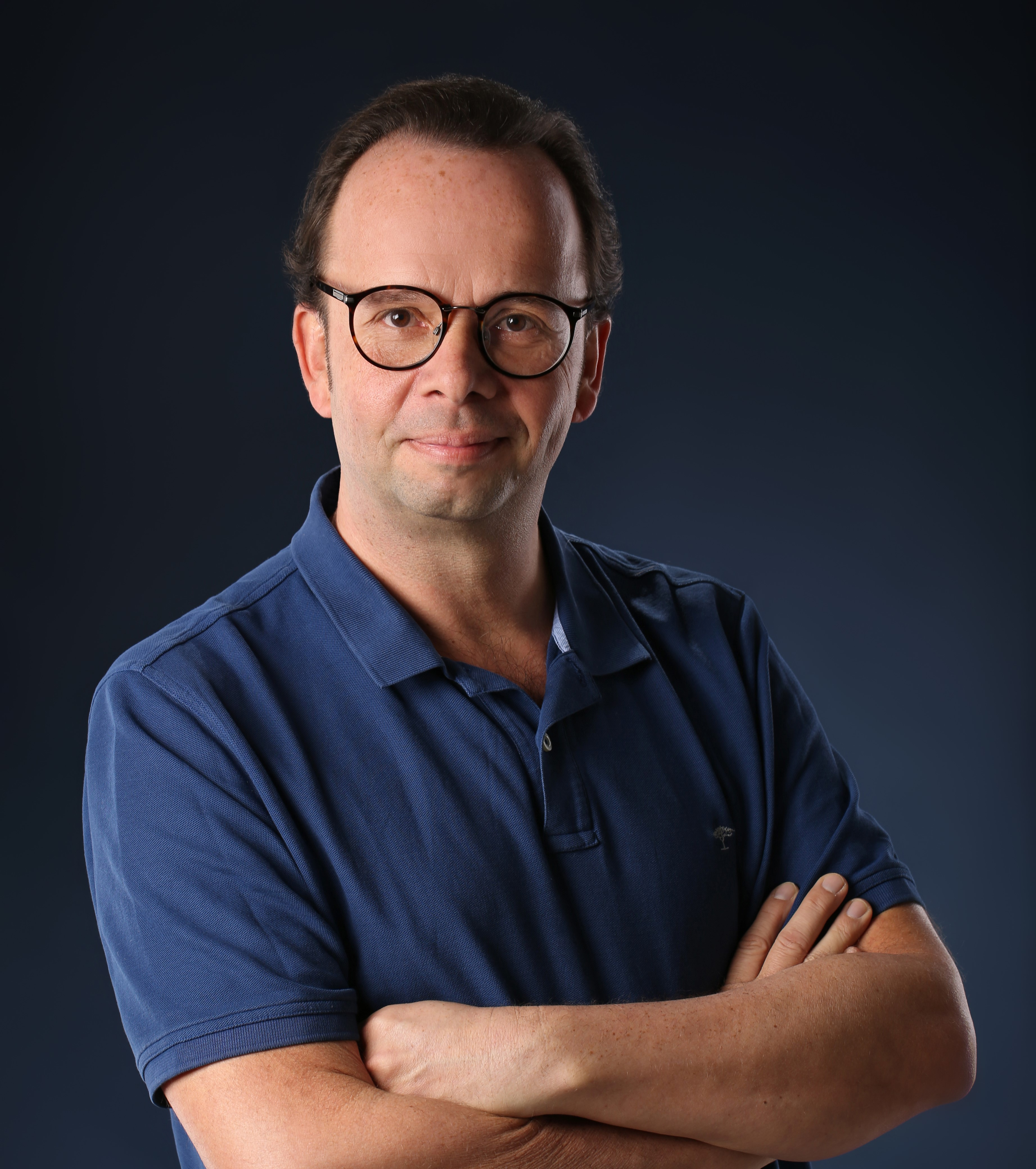
Sascha Lapp (2022)

Sascha Lapp (* 1972 in Offenbach am Main) ist ein deutscher Radiojournalist, Sachbuchautor und Filmschaffender.

## Leben und Karriere
Lapp machte eine Ausbildung zum Versicherungskaufmann. 1995 leistete er seinen Zivildienst im Klinikum Offenbach, wo er den Kliniksender Radio Brinkmann gründete. Daraufhin wurde er freier Mitarbeiter für die Offenbach-Post und hatte danach eine Sendung mit der Rubrik Prominente Privat im Offenen Kanal. Seit 1998 arbeitet er als freier Mitarbeiter für hr3 und entwickelte 2007 die Rubrik Polizeireport. Seit 1998 arbeitet er für den Hessischen Rundfunk (HR) und die ARD als Reporter, Moderator und Redakteur. Bekannt ist seine überregionale Radiorubrik, der Polizeireport, der auf hr4 als hr4 Polizeireport zu hören und auch in Buchform erschienen ist.
Lapp produziert Dokumentationen, vor allem für True-Crime-Formate von ZDF und ZDFinfo. An einigen Folgen der seit 2018 bei ZDFinfo ausgestrahlten Fernsehreihe Ermittler! ist er als Drehbuchautor, Regisseur oder Filmeditor beteiligt.
Lapp ist verheiratet, hat zwei Kinder und lebt im hessischen Münster.

## Filmografie
- Ermittler! mehrere Episoden (2024, ZDF/ZDFinfo)
- Die Jagd nach den Ausbrechern (2023, ZDF)
- Verräterische Spuren (2022, ZDF/ZDFinfo)
- SOKO „Ufer“ (2022, ZDF)
- SOKO „Mirko“ (2020, ZDF/ZDFinfo)
- Elora (2018, ZDF/ZDFinfo)

## Audioproduktionen
- Das Prinzip Mord (2022, sechsteilige Podcast-Serie)

## Bücher
- HR3 Polizeireport. Die kuriosesten Fälle aus der Kultsendung. vmn Verlag M. Naumann, Hanau 2009, ISBN 978-3-940168-41-2.
- HR3 Polizeireport. Neue verrückte Fälle aus der Kultsendung. vmn Verlag M. Naumann, Hanau 2010, ISBN 978-3-940168-75-7.
- mit David Sarno: Das Prinzip Mord: Wahren Verbrechen auf der Spur. Emons Verlag, Köln 2022, ISBN 978-3-96041-942-6.